# 北緯40度線
北緯40度線（ほくい40どせん）は、地球の赤道面より北に地理緯度にして40度の角度を成す緯線。ヨーロッパ、地中海、アジア、太平洋、北アメリカ、大西洋を通過する。この緯度の下では、夏至点時の可照時間は15時間1分で、冬至点時は9時間20分である。

## 通過する地域一覧
本初子午線から東に向かって北緯40度線は以下の場所を通っている。
| 地理座標                                               | 国土・領土・領海 | 備考 |
| ------------------------------------------------------ | ---------------- | --- |
| 北緯40度0分 東経0度0分 / 北緯40.000度 東経0.000度      | スペイン         | バレンシア州 |
| 北緯40度0分 東経0度2分 / 北緯40.000度 東経0.033度      | 地中海           | ちょうどマヨルカ島の北を通過する |
| 北緯40度0分 東経3度48分 / 北緯40.000度 東経3.800度     | スペイン         | メノルカ島 |
| 北緯40度0分 東経4度13分 / 北緯40.000度 東経4.217度     | 地中海           | |
| 北緯40度0分 東経8度24分 / 北緯40.000度 東経8.400度     | イタリア         | サルデーニャ島 |
| 北緯40度0分 東経9度42分 / 北緯40.000度 東経9.700度     | 地中海           | ティレニア海 |
| 北緯40度0分 東経15度20分 / 北緯40.000度 東経15.333度   | イタリア         | |
| 北緯40度0分 東経15度26分 / 北緯40.000度 東経15.433度   | 地中海           | ポリカストロ湾 |
| 北緯40度0分 東経15度41分 / 北緯40.000度 東経15.683度   | イタリア         | |
| 北緯40度0分 東経16度37分 / 北緯40.000度 東経16.617度   | 地中海           | ターラント湾 |
| 北緯40度0分 東経18度0分 / 北緯40.000度 東経18.000度    | イタリア         | |
| 北緯40度0分 東経18度25分 / 北緯40.000度 東経18.417度   | 地中海           | オトラント海峡 |
| 北緯40度0分 東経19度53分 / 北緯40.000度 東経19.883度   | アルバニア       | |
| 北緯40度0分 東経20度23分 / 北緯40.000度 東経20.383度   | ギリシャ         | |
| 北緯40度0分 東経22度37分 / 北緯40.000度 東経22.617度   | エーゲ海         | |
| 北緯40度0分 東経23度23分 / 北緯40.000度 東経23.383度   | ギリシャ         | カッサンドラ地方・シトーニア市などを通過する。 |
| 北緯40度0分 東経24度0分 / 北緯40.000度 東経24.000度    | エーゲ海         | |
| 北緯40度0分 東経25度6分 / 北緯40.000度 東経25.100度    | ギリシャ         | リムノス島 |
| 北緯40度0分 東経25度26分 / 北緯40.000度 東経25.433度   | エーゲ海         | |
| 北緯40度0分 東経26度11分 / 北緯40.000度 東経26.183度   | トルコ           | ちょうどアンカラの北を通過する。 |
| 北緯40度0分 東経44度24分 / 北緯40.000度 東経44.400度   | アルメニア       | |
| 北緯40度0分 東経45度36分 / 北緯40.000度 東経45.600度   | アゼルバイジャン | ナゴルノ・カラバフも通過する。 |
| 北緯40度0分 東経49度27分 / 北緯40.000度 東経49.450度   | カスピ海         | |
| 北緯40度0分 東経52度46分 / 北緯40.000度 東経52.767度   | トルクメニスタン | |
| 北緯40度0分 東経62度26分 / 北緯40.000度 東経62.433度   | ウズベキスタン   | |
| 北緯40度0分 東経68度48分 / 北緯40.000度 東経68.800度   | タジキスタン     | |
| 北緯40度0分 東経69度31分 / 北緯40.000度 東経69.517度   | キルギス         | |
| 北緯40度0分 東経70度32分 / 北緯40.000度 東経70.533度   | タジキスタン     | 約 9 km 通過する。 |
| 北緯40度0分 東経70度39分 / 北緯40.000度 東経70.650度   | キルギス         | |
| 北緯40度0分 東経71度5分 / 北緯40.000度 東経71.083度    | ウズベキスタン   | キルギス領の飛地も約 7 km 通過する。 |
| 北緯40度0分 東経71度10分 / 北緯40.000度 東経71.167度   | キルギス         | |
| 北緯40度0分 東経71度48分 / 北緯40.000度 東経71.800度   | ウズベキスタン   | キルギス領の飛び地も約 4 km 通過する。 |
| 北緯40度0分 東経71度50分 / 北緯40.000度 東経71.833度   | キルギス         | |
| 北緯40度0分 東経73度58分 / 北緯40.000度 東経73.967度   | 中華人民共和国   | 新疆ウイグル自治区 甘粛省 内モンゴル自治区 山西省 河北省 北京市 (中心市街地より北を通過する) 河北省 天津市 河北省 遼寧省 (約 8 km 通過する)                                                               |
| 北緯40度0分 東経119度54分 / 北緯40.000度 東経119.900度 | 黄海             | 渤海 |
| 北緯40度0分 東経121度53分 / 北緯40.000度 東経121.883度 | 中華人民共和国   | 遼寧省 (遼東半島) |
| 北緯40度0分 東経124度21分 / 北緯40.000度 東経124.350度 | 北朝鮮           | |
| 北緯40度0分 東経127度57分 / 北緯40.000度 東経127.950度 | 日本海           | |
| 北緯40度0分 東経128度10分 / 北緯40.000度 東経128.167度 | 北朝鮮           | 咸鏡南道マヤン島 |
| 北緯40度0分 東経128度13分 / 北緯40.000度 東経128.217度 | 日本海           | |
| 北緯40度0分 東経139度41分 / 北緯40.000度 東経139.683度 | 日本             | 本州 — 秋田県（男鹿市、入道崎付近を約 1 km 通過する） |
| 北緯40度0分 東経139度42分 / 北緯40.000度 東経139.700度 | 日本海           | |
| 北緯40度0分 東経139度53分 / 北緯40.000度 東経139.883度 | 日本             | 本州 — 秋田県（男鹿市 - 大潟村 - 三種町 - 五城目町 - 上小阿仁村 - 北秋田市 - 鹿角市） — 岩手県（八幡平市 - 岩手町 - 葛巻町 - 岩泉町 - 普代村）                                                            |
| 北緯40度0分 東経141度57分 / 北緯40.000度 東経141.950度 | 太平洋           | |
| 北緯40度0分 西経124度1分 / 北緯40.000度 西経124.017度  | アメリカ合衆国   | カリフォルニア州 ネバダ州 ユタ州 コロラド州 ネブラスカ州 / カンザス州 州境 ミズーリ州 イリノイ州 インディアナ州 オハイオ州 ウェストバージニア州 ペンシルベニア州 ニュージャージー州                       |
| 北緯40度0分 西経74度3分 / 北緯40.000度 西経74.050度    | 大西洋           | ちょうどアゾレス諸島コルボ島の北を通過する |
| 北緯40度0分 西経8度55分 / 北緯40.000度 西経8.917度     | ポルトガル       | |
| 北緯40度0分 西経6度51分 / 北緯40.000度 西経6.850度     | スペイン         | エストレマドゥーラ州 カスティーリャ＝ラ・マンチャ州 マドリード州 - 約 10 km カスティーリャ・ラ・マンチャ州a バレンシア州 - 飛地を約 4 km カスティーリャ＝ラ・マンチャ州 - 約 5 km アラゴン州 バレンシア州 |

## アメリカ合衆国

カンザス州とネブラスカ州の境界

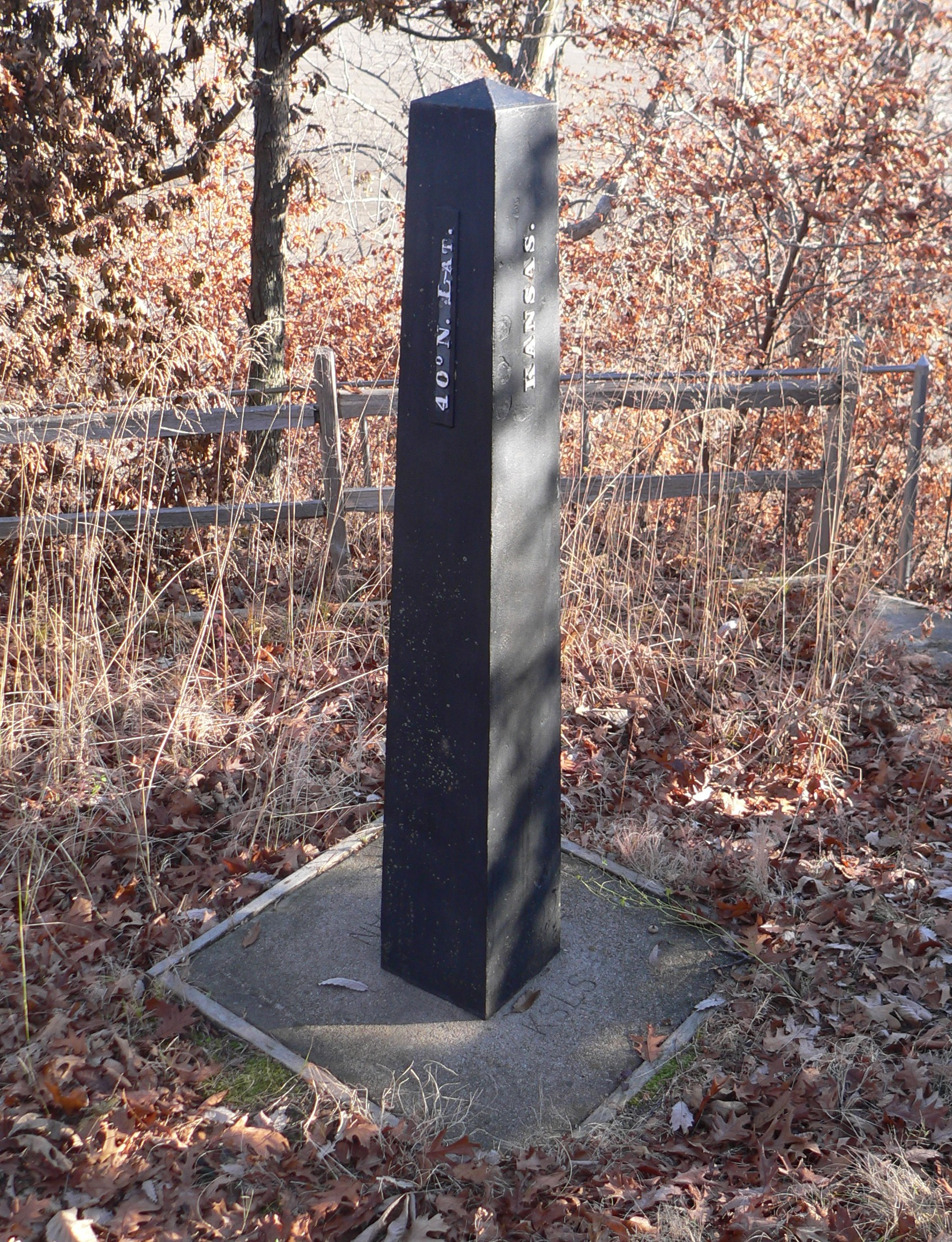
州境にある測量標

北緯40度線はカンザス州とネブラスカ州との境界となっている。1854年5月30日にカンザス・ネブラスカ法によってカンザス準州とネブラスカ準州が北緯40度線で分けられ作られた。
北緯40度線はイギリスのメリーランド植民地の最初の北の境界であった。また、北緯39度線以北の土地はペンシルベニア植民地に与えられた。1763年から1767年の間に、重なり合う両者の主張の妥協案としてメイソン＝ディクソン線が引かれた。
西から東に向かって北緯40度線はカリフォルニア州、ネバダ州、ユタ州、コロラド州、ネブラスカ州、カンザス州、ミズーリ州、イリノイ州、インディアナ州、オハイオ州、ウェストバージニア州、ペンシルベニア州、ニュージャージー州を通っている。
北緯40度線はペンシルベニア州フィラデルフィア、オハイオ州コロンバス、コロラド州ブライトン、コロラド州ソーントン、コロラド州ノースグレン、コロラド州ブルームフィールド、コロラド州ボールダーを通っている。
オハイオ州コロンバスにおいては、北緯40度線がジョン・グレン・コロンバス国際空港の敷地内、およびオハイオ州立大学のキャンパス内を通っている。また、コロラド州ボールダーのベースラインロードは北緯40度線に沿っている。

## 脚注

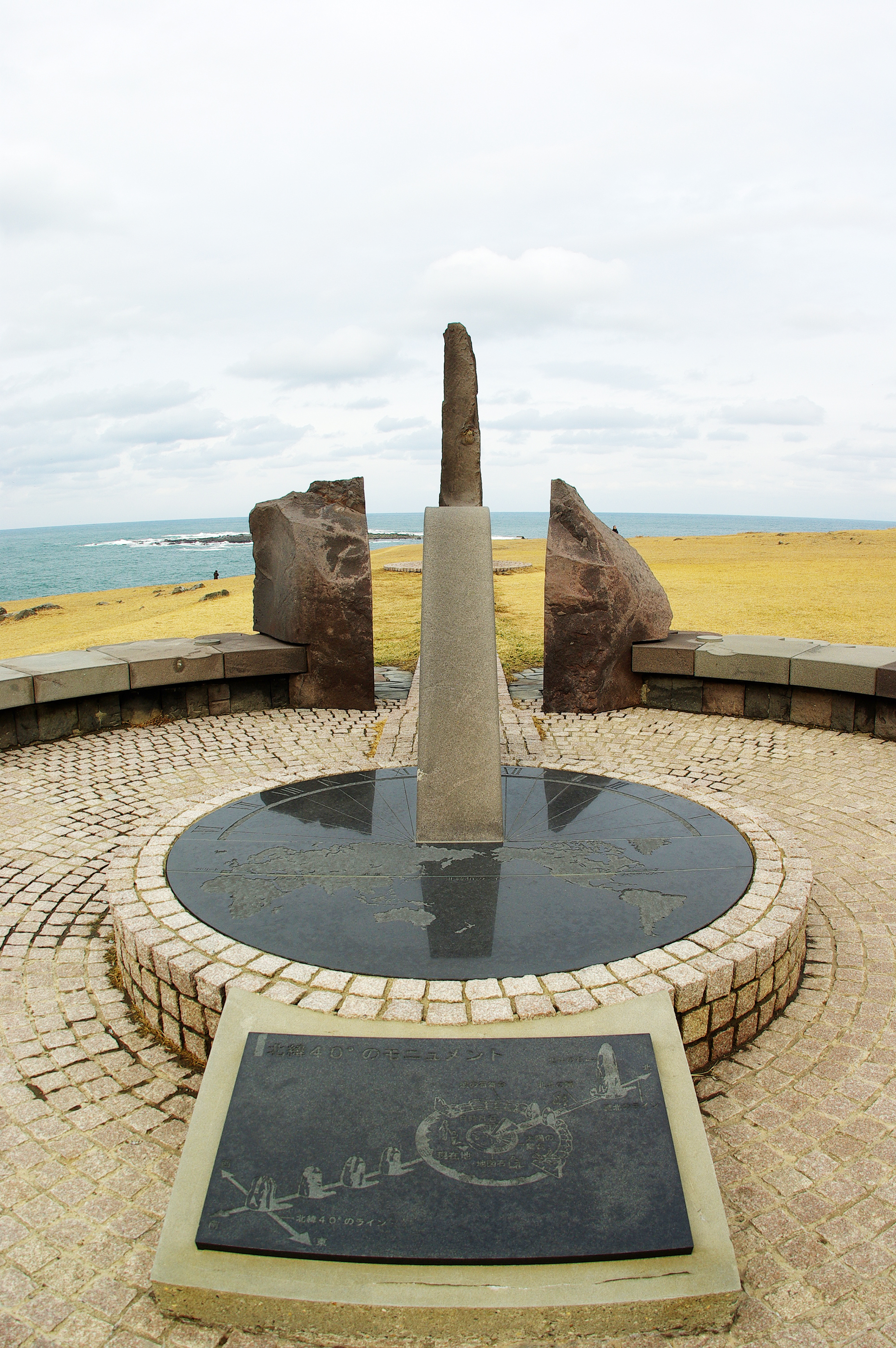
秋田県男鹿市入道崎にある北緯40度のモニュメント

## 関連項目

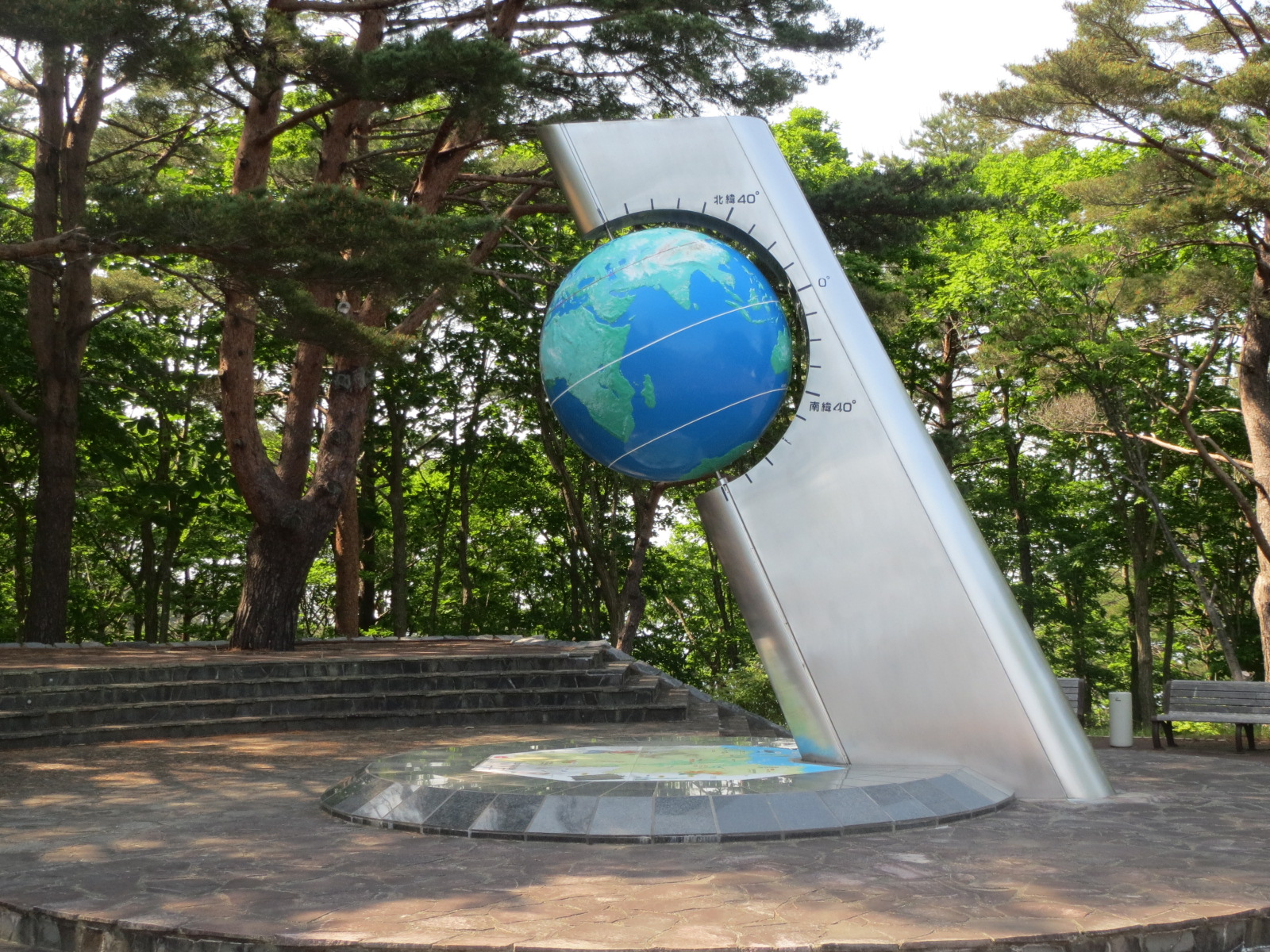
岩手県普代村にある北緯40度シンボル塔